# Møn Fyr
Møn Fyr er et anduvningfyr, beliggende på Møns syd-østlige-pynt.
Fyret blev bygget i 1845 og det var fra starten forsynet med fast linseapparat. Det blev senere ombyttet med et større og senere igen med et roterende apparat.
Bygningen med fyrtårnet var også bolig for fyrmesteren med udhus over gården, og blev bygget af Farvandsvæsenet i 1845. Maskinhuset øst for disse to bygninger og det vinkelbyggede hus vest for med boliger for fyrpasser og maskinmester kom til senere. Bygninger er bygget i en traditionel, klassicistisk inspireret byggeskik.
I 1960-70'erne blev der bygget et kystudkigshuset længst mod øst, hvorfra man kunne observere skibe, der sejlede til og fra Østersøen under den kolde krig.
Her sad gamle fyrmestre, kaptajner og officerer fra flåden, der havde kendskab til Warszawapagtens skibe og fly.
De observerede og sendte oplysninger om skibe der havde kurs mod og fra indsejlingen til Kadetrenden.
I 1963 kom de første oplysninger, om de skibe der siden hen var meget tæt på, at starte den 3. verdenskrig, herfra den vestlige del af Østersøen.
I 1999 blev fyret renoveret.
Bebyggelsen omkring fyret ligger på lejet grund, ejet af Klintholm Gods. I dag bruges fyret til udlejning af Camping Møns Klint.

## Galleri
- Udkigshuset ses til venstre, med fyret i baggrunden
- Fyret set fra haven foran.
- Fyret set fra havet (øst for fyret)